# Flotta della Marina militare (Federazione Russa)
Segue un elenco della unità componenti la flotta della Marina militare della Federazione Russa, a tutto il 2024.

## Unità di superficie
| Classe             | Immagine  | Origine   | Tipo                                             | Dislocamento | Progetto             | In servizio (al 2024) | Note                                                    |
| Portaerei          | Portaerei | Portaerei | Portaerei                                        | Portaerei    | Portaerei            | Portaerei             | Portaerei                                               |
| ------------------ | --------- | --------- | ------------------------------------------------ | ------------ | -------------------- | --------------------- | ------------------------------------------------------- |
| Admiral Kuznetsov  |           | URSS      | incrociatore portaerei                           | 55.000 t     | 11435                | 1                     | in aggiornamento, rientro previsto per il 2025          |
| Incrociatori       |           |           |                                                  |              |                      |                       |                                                         |
| Kirov              |           | URSS      | incrociatore missilistico a propulsione nucleare | 28.000 t     | 1144                 | 1+1                   | 1 in aggiornamento, rientro previsto per il 2025        |
| Slava              |           | URSS      | incrociatore                                     | 9.300 t      | 1164                 | 2                     |                                                         |
| Cacciatorpediniere |           |           |                                                  |              |                      |                       |                                                         |
| Sovremennyj        |           | URSS      | cacciatorpediniere                               | 6.200 t      | 956                  | 3                     |                                                         |
| Udaloj             |           | URSS      | cacciatorpediniere ASW                           | 7.570 t      | 1155                 | 7                     |                                                         |
| Fregate            |           |           |                                                  |              |                      |                       |                                                         |
| Udaloj-M           |           | Russia    | fregata missilistica                             | 7.000 t      | 1155M                | 1                     | convertito in fregata lanciamissili nel 2020            |
| Admiral Gorshkov   |           | Russia    | fregata missilistica                             | 4.500 t      | 22350                | 3                     | 1 ulteriore esemplare in allestimento, 6 in costruzione |
| Admiral Grigorovič |           | Russia    | fregata missilistica                             | 4.035 t      | 11356P               | 3                     | la costruzione prosegue solo per clienti esteri         |
| Krivak             |           | URSS      | fregata missilistica                             | 3.300 t      | 1135 1135M           | 1 1                   |                                                         |
| Neustrašimyj       |           | URSS      | fregata                                          | 3.800 t      | 11540                | 2                     |                                                         |
| Gepard             |           | Russia    | fregata                                          | 2.090 t      | 11661                | 2                     |                                                         |
| Corvette           |           |           |                                                  |              |                      |                       |                                                         |
| Gremyashchiy       |           | Russia    |                                                  | 2.500 t      | 20385                | 1                     | 1 esemplare in allestimento + 4 ordinate                |
| Stereguščij        |           | Russia    | corvetta missilistica                            | 2.200 t      | 20380                | 9                     | produzione ripresa, altre 6 in ordine                   |
| Bujan-M            |           | Russia    | corvetta missilistica                            | 949 t        | 21631                | 11                    | 1 esemplare alle prove in mare                          |
| Bora               |           | Russia    | corvetta missilistica                            | 900 t        | 1239                 | 2                     |                                                         |
| Karakurt           |           | Russia    | corvetta missilistica                            | 800 t        | 22800                | 9                     | altre in costruzione                                    |
| Tarantul           |           | URSS      | corvetta missilistica                            | 455 t        | 1241.1 1241.7 1241.8 | 1 16 0                | 2 unità del progetto 1241.8 in costruzione              |
| Parchim            |           | URSS      | corvetta ASW                                     | 800 t        | 1331M                | 6                     |                                                         |
| Grisha             |           | URSS      | corvetta ASW                                     | 830 t        | 1124                 | 17                    |                                                         |
| Vasilij Bykov      |           | Russia    | corvetta                                         | 1.700 t      | 22160                | 3                     | in costruzione                                          |
| Nanuchka           |           | URSS      | corvetta                                         | 560 t        | 1234                 | 12                    |                                                         |
| Bujan              |           | Russia    | motocannoniera                                   | 550 t        | 21630                | 3                     |                                                         |
| Shmel              |           | URSS      | motocannoniera                                   | 71 t         | 1204                 | 4                     |                                                         |
| Cacciamine         |           |           |                                                  |              |                      |                       |                                                         |
| Gorya              |           | URSS      | cacciamine                                       | 1.228 t      | 12660                | 2                     |                                                         |
| Natya              |           | URSS      | cacciamine                                       | 745 t        | 266M                 | 10                    |                                                         |
| Alexandrit         |           | Russia    | cacciamine                                       | 620 t        | 12700                | 8                     | 13 ordinati in totale                                   |
| Sonya              |           | URSS      | cacciamine                                       | 427 t        | 1265                 | 12                    |                                                         |
| Yevgenya           |           | URSS      | dragamine costiero                               | 88 t         | 1258                 | -                     |                                                         |
| Lida               |           | URSS      | dragamine costiero                               | 85 t         | 10750                | 2                     |                                                         |
| Olya               |           | URSS      | dragamine costiero                               | 44 t         | 1259                 | -                     |                                                         |
| Navi da sbarco     |           |           |                                                  |              |                      |                       |                                                         |
| Ivan Gren          |           | Russia    | nave da assalto anfibio                          | 5.080 t      | 11711                | 2                     | 2 in costruzione                                        |
| Ropucha            |           | URSS      | nave da assalto anfibio                          | 4.080 t      | 775                  | 15                    |                                                         |
| Alligator          |           | URSS      | nave da assalto anfibio                          | 3.040 t      | 1171                 | 3                     |                                                         |
| Zubr               |           | URSS      | nave da assalto anfibio                          | 555 t        | 12322                | 2                     |                                                         |
| Dyugon             |           | Russia    | mezzo da sbarco                                  | 280 t        | 21820                | 5                     |                                                         |
| Ondatra            |           | URSS      | mezzo da sbarco                                  | 90 t         | 1176                 | 14                    |                                                         |
| Serna              |           | URSS      | mezzo da sbarco                                  | 61 t         | 11770                | 16                    |                                                         |
| Raptor             |           | Russia    | Fast Assault Boat                                | 23 t         | 03160                | 17                    |                                                         |
| BK-16              |           | Russia    | Fast Assault Boat                                | 13 t         |                      | 5                     |                                                         |
| BK-18              |           | Russia    | Fast Assault Boat                                |              |                      | 2                     |                                                         |

## Unità sommergibili
| Classe                                                              | Immagine                                                            | Origine                                                             | Tipo                                                                | Dislocamento                                                        | Progetto                                                            | In servizio (al 2024)                                               | Note |
| Sottomarini lanciamissili balistici nucleari a propulsione nucleare | Sottomarini lanciamissili balistici nucleari a propulsione nucleare | Sottomarini lanciamissili balistici nucleari a propulsione nucleare | Sottomarini lanciamissili balistici nucleari a propulsione nucleare | Sottomarini lanciamissili balistici nucleari a propulsione nucleare | Sottomarini lanciamissili balistici nucleari a propulsione nucleare | Sottomarini lanciamissili balistici nucleari a propulsione nucleare | Sottomarini lanciamissili balistici nucleari a propulsione nucleare                                                   |
| ------------------------------------------------------------------- | ------------------------------------------------------------------- | ------------------------------------------------------------------- | ------------------------------------------------------------------- | ------------------------------------------------------------------- | ------------------------------------------------------------------- | ------------------------------------------------------------------- | --- |
| Borei                                                               |                                                                     | Russia                                                              | SSBN                                                                | 24.000 t                                                            | 955 955A                                                            | 3 5                                                                 | ulteriori 2 esemplari del Progetto 955A in costruzione                                                                |
| Delta IV                                                            |                                                                     | URSS                                                                | SSBN                                                                | 18.200 t                                                            | 667                                                                 | 5                                                                   | In fase di dismissione a partire dal 2022 e sostituiti dalla classe Borei                                             |
| Sottomarini lanciamissili guidati a propulsione nucleare            |                                                                     |                                                                     |                                                                     |                                                                     |                                                                     |                                                                     | |
| Oscar                                                               |                                                                     | URSS Russia                                                         | SSGN                                                                | 24.000 t                                                            | 949A                                                                | 7                                                                   | |
| Yasen                                                               |                                                                     | Russia                                                              | SSGN                                                                | 13.800                                                              | 855 855M                                                            | 1 4                                                                 | ulteriori esemplari del Progetto 855-M in costruzione                                                                 |
| Sottomarini d'attacco a propulsione nucleare                        |                                                                     |                                                                     |                                                                     |                                                                     |                                                                     |                                                                     | |
| Victor                                                              |                                                                     | URSS                                                                | SSN                                                                 | 7.250 t                                                             | 671RTMK                                                             | 2                                                                   | |
| Sierra                                                              |                                                                     | URSS                                                                | SSN                                                                 | 9.100 t                                                             | 945A                                                                | 2                                                                   | |
| Akula                                                               |                                                                     | URSS Russia                                                         | SSN                                                                 | 9.100 t                                                             | 971 971I 971U 971M                                                  | 2 6 1 1                                                             | |
| Sottomarini d'attacco a propulsione convenzionale                   |                                                                     |                                                                     |                                                                     |                                                                     |                                                                     |                                                                     | |
| Kilo                                                                |                                                                     | URSS Russia                                                         | SSK                                                                 | 3.000 t                                                             | 877 636.3                                                           | 14 10                                                               | 636.3 in costruzione al ritmo di 1 esemplare l'anno, 1 esemplare danneggiato durante lavori di manutenzione in Crimea |
| Lada                                                                |                                                                     | Russia                                                              | SSK                                                                 | 2.650 t                                                             | 677                                                                 | 1                                                                   | 1 ulteriore esemplare in prova in mare                                                                                |
| Sottomarini per impieghi speciali                                   |                                                                     |                                                                     |                                                                     |                                                                     |                                                                     |                                                                     | |
| BS-64                                                               |                                                                     | URSS                                                                | SSAN                                                                | 18.200 t                                                            | 09787                                                               | 1                                                                   | |
| Kašalot                                                             |                                                                     | URSS                                                                | SSAN                                                                | 1.580 t                                                             | 1910                                                                | 2                                                                   | |
| Lošarik                                                             |                                                                     | Russia                                                              | SSAN                                                                | 2.000 t                                                             | 210                                                                 | 1                                                                   | danneggiato a seguito di esplosione nel luglio 2019                                                                   |
| B-90 Sarov                                                          |                                                                     | Russia                                                              | SSAN                                                                | 3.950 t                                                             | 20120                                                               | 1                                                                   | |
| K-329 Belgorod                                                      |                                                                     | Russia                                                              | SSAN                                                                | > 25.000 t                                                          | 09852                                                               | -                                                                   | Attivo |
| Khabarovsk                                                          |                                                                     | Russia                                                              | SSAN                                                                | 10.000 t                                                            | 09851                                                               | -                                                                   | entrata in servizio prevista per il 2023                                                                              |

## Navi ausiliarie
Alle navi sopra riportate occorre aggiungere le imbarcazioni da guerra (di tipo missile boat, torpedo boat e gun boat), le navi da intelligence, le navi da salvataggio, le navi da sorveglianza delle frontiere e le navi ausiliarie (da trasporto, idrografiche, di servizio, rimorchiatori, ect.)
| Classe                 | Origine | Tipo                                                    | Progetto | In servizio (al 2021) | Note |
| ---------------------- | ------- | ------------------------------------------------------- | -------- | --------------------- | ---- |
| classe Yuriy Ivanov    | URSS    | nave spia                                               | 18280    | 1                     |      |
| classe Marshal Nedelin | URSS    | nave appoggio                                           | 1914     | 1                     |      |
| classe Moma            | URSS    | nave idrografica                                        | 861      | 3                     |      |
| classe Yug             | URSS    | nave idrografica                                        | 862      | 9                     |      |
| classe Sibirykov       | URSS    | nave idrografica                                        | 865      | 2                     |      |
| classe Vaygach         | URSS    | nave idrografica                                        | 19910    | 2                     |      |
| classe Akademik Krylov | URSS    | nave oceanografica                                      | 852      | 1                     |      |
| classe Abkhaziya       | URSS    | nave oceanografica                                      | 976      | 2                     |      |
| classe Kruys           | URSS    | nave oceanografica                                      | 22010    | 1                     |      |
| classe Seliger         | URSS    | nave prova                                              | 11982    | 1                     |      |
| classe Alyay           | URSS    | nave rifornimento                                       | 160      | 4                     |      |
| classe Uda             | URSS    | nave rifornimento                                       | 577      | 3                     |      |
| classe Boris Chilikin  | URSS    | nave rifornimento                                       | 1559V    | 3                     |      |
| classe Akademik Pashin | URSS    | nave rifornimento                                       | 23130    | 1                     |      |
| classe Elbrus          | Russia  | nave logistica multimissione con capacità rompighiaccio | 23120    |                       |      |
| classe Dubna           | URSS    | nave rifornimento                                       |          | 3                     |      |
| classe Belyanka        | URSS    | nave per rifiuti speciali                               | 11510    | 2                     |      |
| classe Kashtan         | URSS    | nave cargo                                              | 141      | 8                     |      |